# Association sportive de Béziers (calcio)
L'Association sportive de Béziers era una società calcistica di Béziers, Francia. Rappresentava la sezione calcistica della polisportiva, della quale la squadra di rugby Association sportive de Béziers Hérault è la punta di diamante.

## Storia
La società è stata fondata nel 1911, come Stade Béziers Sport, ed ha più volte cambiato denominazione: nel 1918, diviene Stade Olympien Biterrois. Nel 1932 Association Sportive de Béziers, quando vi è una prima unione alla polisportiva cittadina; il sodalizio dura un solo anno.
Dal 1933 ritorna ad essere Stade Olympien Biterrois; dopo aver assorbito quattro club locali diventa Entente Sportive Biterroise nel 1935. Dopo una nuova unione alla polisportiva, il club torna al nome Association Sportive de Béziers e lo mantiene fino al 1990, anno in cui la sezione calcio viene smantellata.
Il club vanta una presenza in Division 1, nella stagione 1957-1958. Ha ottenuto il suo miglior risultato di sempre in Coppa di Francia nella stagione 1961-1962, nella quale ha raggiunto i quarti di finale del torneo.

## Palmarès

### Altri piazzamenti
- Campionato francese di seconda divisione:

Secondo posto: 1956-1957
Terzo posto: 1978-1979 (girone A)